# Ли, Анна Хилл Картер
Анна Хилл Картер Ли (Anne Hill Carter Lee) (26 марта 1773 — 26 января 1829) — дочь вирджинского аристократа, жена 9-го губернатора Вирджинии, Генри Ли и мать генерал-аншефа Армии Конфедерации, Роберта Ли. Её муж был вынужден покинуть Вирджинию из-за финансовых трудностей и вскоре умер, оставив Энн Хилл главой семьи и единственной хозяйкой дома в Александрии. Её хронические болезни и иные трудности жизни играли важную роль в жизни её сына Роберта Ли.

## Происхождение
Анна Хилл была дочерью Чарльза Картера (1732—1806), одного из самых знатных аристократов Вирджинии и потомка Роберта Картера I, губернатора Вирджинии (1726—1727). Её матерью была Энн Батлер Мур, которая по отцу вела происхождение от Томаса Мора. Матерью Энн Батлер была Энн Кэтрин, дочь Александра Спотсвуда, губернатора Вирджинии, который был правнуком Александра Спотсвуда и Рашель Линдси; Рашель была потомком Дэвида Линдси, 1-го графа Кроуфорда и Элизабет Стюатр, дочери шотландского короля Роберта II Шотландского.
Анна родилась 26 марта 1773 года в родовом поместье, плантации Ширли.

## Брак
Ей было 20 лет, когда на плантации своего отца она познакомилась с вдовцом Генри Ли, героем Войны за Независимость и губернатором Вирджинии. Ли именно в это время собирался подать в отставку с должности губернатора и уехать во Францию для участия во Французской революции. В разговоре с Джорджем Вашингтоном он сказал, что рождён для войны и хочет вернуться к своей профессии. Ли был на 17 лет старше Анны, но сразу завоевал её расположение. Однако, отец Анны отказался выдать её за человека, который собирается уезжать сражаться во Франции. Последовала долгая серия переговоров, и в итоге Ли отказался от поездки во Францию. В свою очередь и Картер смягчил свою позицию и дал согласие на брак. «Единственная причина, по которой мы были против вашего воссоединения с нашей любимой дочерью теперь устранена, — написал Картер 20 мая 1793 года, — вы поклялись честью, что оставили все мысли об уезде во Францию, и это нас вполне удовлетворяет». Свадьба произошла 30 июня 1793 на плантации Ширли. (По другим данным, свадьба произошла 18 июня.)
Отец Анны не разрешил её мужу пользоваться её приданым, поэтому Анна и Генри переехали в имение Генри Ли, плантацию Стратфорд-Холл в округе Вестморленд. В 1794 году Ли покинул пост губернатора, а с 1799 по 1801 служил в палате представителей США, и даже рассматривался как потенциальный преемник Джорджа Вашингтона. Но Ли оставил политику и занялся торговыми операциями.
После 1800 года здоровье Анна Хилл стало ухудшаться. Она страдала от нарколепсии и у неё случались приступы сонного паралича, которые медицина того времени ещё не умела распознавать. В 1804 году у неё случился приступ лихорадки — вероятно, лихорадки Денге. В какой-то момент она перестала подавать признаки жизни и медики констатировали смерть. Тело Анны положили в гроб и перенесли в фамильный склеп. Через некоторое время кто-то услышал звуки, доносящиеся из гроба, вскрыл гроб, и обнаружил Анну живой. Эта история не зафиксирована в фамильной переписке и некоторые историки считают её вымыслом. История долго существовала в виде устного придания и была опубликована только в 1934 году в газете The Washington Post. Публицист Гейл Джарвис предположил, что именно эта история 1804 года навела в 1844 году Эдгара По на мысль написать рассказ «Преждевременное погребение».

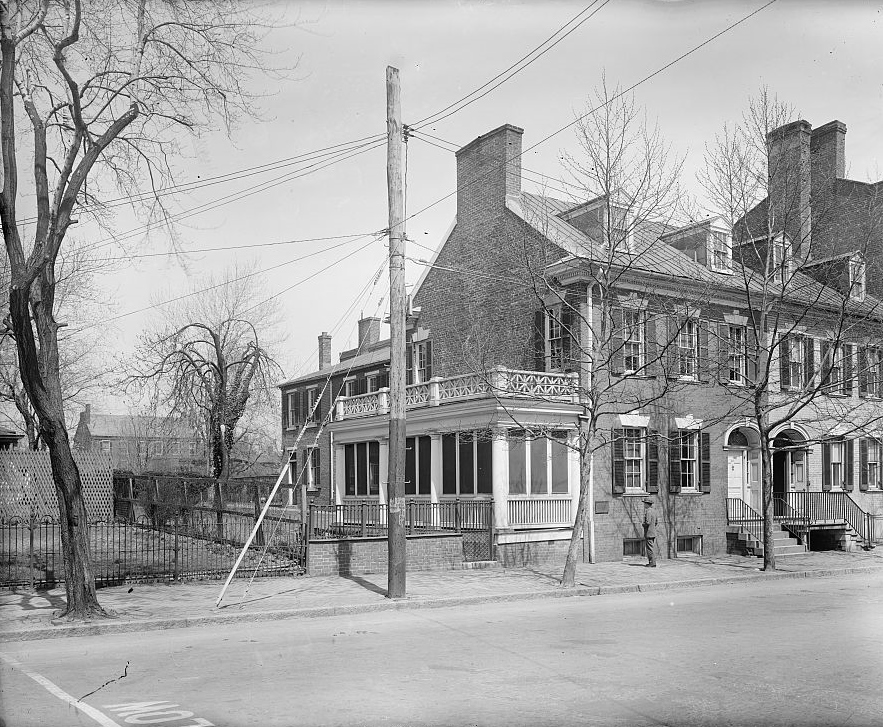
Дом Ли в Александрии в 1916 году

В 1807 году, в январе, у Анны родился пятый ребенок, которого назвали Эдвард Роберт Ли, в честь братьев Анны, Роберта и Эдварда Картеров. Ему было всего 16 месяцев, когда его брат по отцу, Генри Ли, достиг совершеннолетия и получил в собственность плантацию Стратфорд-Холл, из-за чего Анна с детьми оказалась там в положении гостей. В это время дела мужа Анны шли всё хуже, он продал практически всё, чтобы расплатиться с долгами, но в итоге 11 апреля 1809 года он был арестован за долги и помещён в окружную тюрьму округа Вестморленд. Он был отпущен в 1810 году, но остался почти без средств к существованию. Семья переехала в Александрию, в дом на Кэмерон-Стрит. В 1813 году Генри Ли уехал на Барбадос.